# Carli Lloyd
Carli Anne Lloyd (Delran Township, Burlington County (New Jersey), 16 juni 1982) is een Amerikaanse voetbalster. Ze won tweemaal een gouden medaille op de Olympische Spelen (2008 en 2012), won in 2015 het FIFA WK vrouwen, en in datzelfde jaar de FIFA Ballon d'Or en een jaar later werd ze benoemd tot The Best FIFA Women's Player. In de finale van het WK van 2015 tegen Japan scoorde Lloyd drie goals, waarvan een vanop de middellijn; dat doelpunt werd genomineerd voor de FIFA Ferenc Puskás Award van 2015,, maar het kreeg die onderscheiding niet.
Lloyd speelt momenteel bij Manchester City WFC dat uitkomt in de Women Premier League.